# Łysa Góra (716 m)
Łysa Góra (716 m) — góra w Beskidzie Makowskim. Znajduje się w paśmie górskim ciągnącym się od Osielca na północny wschód do Tokarni. 
Łysa Góra tworzy rozciągnięty z zachodu na wschód grzbiet będący przedłużeniem grzbietu Stołowej Góry. Ograniczona jest dolinami potoków Skomielnianka, Bogdanówka i Łętówka. Łysą górą nazywano dawniej wzniesienia pozbawione lasu, zajęte przez pola uprawne i łąki. Obecnie na wielu z nich zaprzestano już rolniczego użytkowania i stopniowo zarastają krzakami i lasem. Obecnie ta Łysa Góra jest już w większości porośnięta lasem, bezleśne, zajęte przez pola i zabudowania są tylko jej podnóża i doliny wcinających się w nią potoków, zwłaszcza ona północnych stokach.
Przez Łysą Górę nie prowadzi żaden znakowany szlak turystyki pieszej.